# Guyot (cráter)

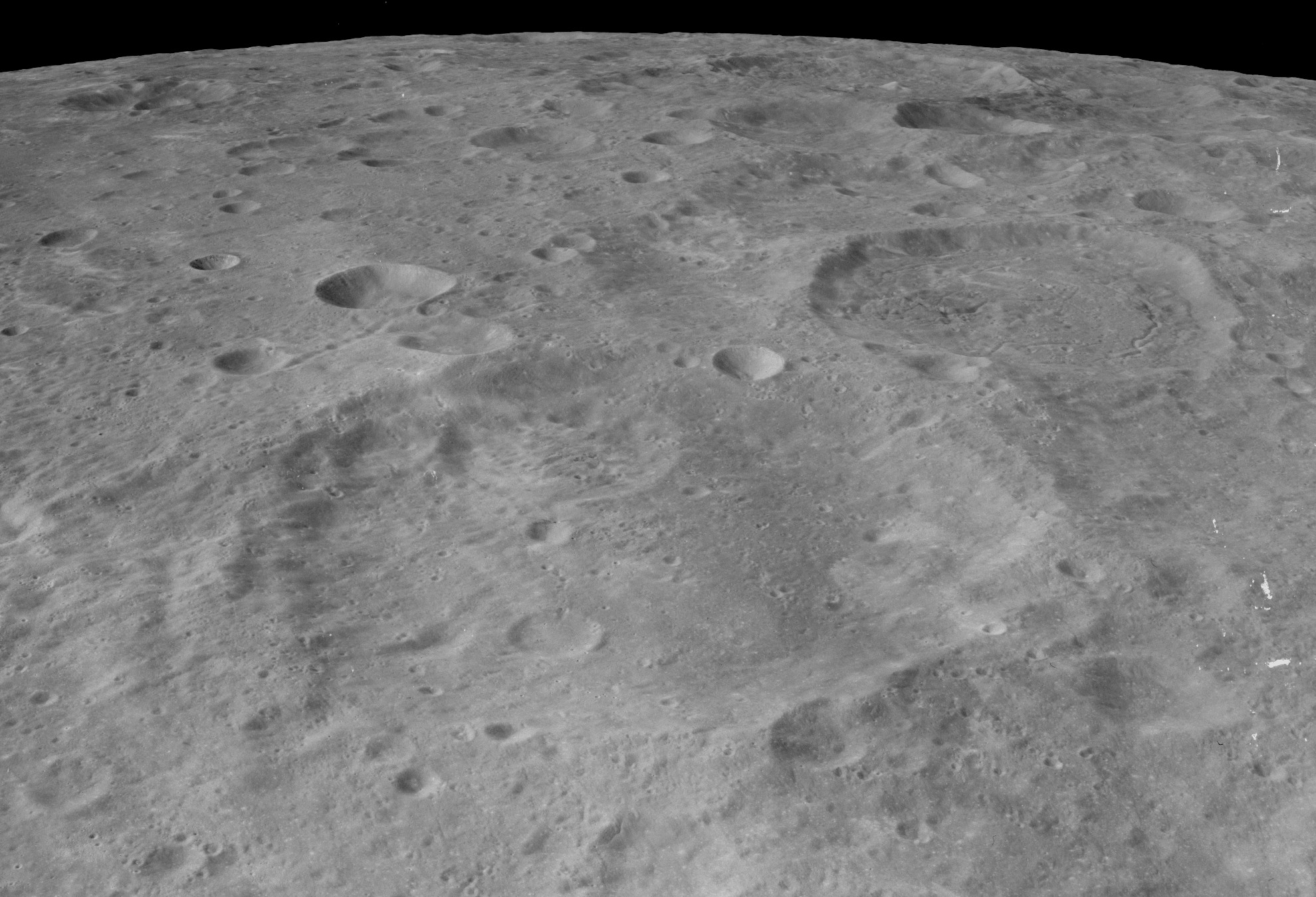
Vista oblicua de Guyot (center al fondo) y Kostinskiy. Fotografía de la misión Apolo 16

Guyot es un cráter de impacto situado en la cara oculta de la Luna, separado del cráter Kostinskiy al noreste por solo unos pocos kilómetros de terreno accidentado. Al oeste-suroeste se encuentra el cráter Lobachevskiy y hacia el este-sureste se halla Ostwald.
|  |

Se trata de un cráter desgastado y erosionado con la forma del borde exterior un tanto distorsionada debido a impactos cercanos. Varios cráteres pequeños aparecen a lo largo del brocal. El suelo interior está marcado por sucesivos impactos, en particular sobre la formación erosionada que ocupa la porción occidental del lado norte.
|  |  |

Antes de ser denominado Guyot en 1970 por la UAI, era conocido como cráter 208.

## Cráteres satélite
Por convención estos elementos se identifican en los mapas lunares colocando la letra en el lado del punto central del cráter más cercano a Guyot.
|       | \| Guyot \| Coordenadas \| Diámetro \| \| ----- \| ------------------------------ \| -------- \| \| J \| 8°18′N 119°36′E / 8.3, 119.6 \| 14 km \| \| K \| 8°18′N 118°42′E / 8.3, 118.7 \| 14 km \| \| W \| 14°00′N 115°30′E / 14.0, 115.5 \| 21 km \| |          |
| Guyot | Coordenadas | Diámetro |
| J     | 8°18′N 119°36′E / 8.3, 119.6 | 14 km    |
| K     | 8°18′N 118°42′E / 8.3, 118.7 | 14 km    |
| W     | 14°00′N 115°30′E / 14.0, 115.5 | 21 km    |